# Songs & Voice
『Songs & Voice』（ソングス・アンド・ヴォイス）は、荻野目洋子の2作目のカバー・アルバム。2009年11月25日にビクターエンタテインメントから発売された。

## 概要
三女の出産を経て発売された本作は、2006年2月の『VOICE NOVA』以来、3年9か月ぶりのリリースとなるカバー・アルバム。
デビュー25周年記念の本作は前作の洋楽カバーから一転、日本の男性歌手のニューミュージック楽曲のカバー集となった。フルアルバムとしては1997年12月の『Chains』以来12年ぶりとなった。
M-1「DOWN TOWN」は、TOKYO MXの 「DAM☆うたフル レコメンド」 オープニングテーマとして使用された。

## 収録曲

### CD
| #   | タイトル                                             | 作詞・作曲                              | 編曲     | 時間 |
| --- | ---------------------------------------------------- | --------------------------------------- | -------- | ---- |
| 1.  | 「DOWN TOWN」(シュガー・ベイブのカバー)              | 伊藤銀次（作詞） 山下達郎（作曲）       | 清水俊也 | 3:38 |
| 2.  | 「Yes-No」(オフコースのカバー)                       | 小田和正                                | 清水俊也 | 4:12 |
| 3.  | 「片想い」(浜田省吾のカバー)                         | 浜田省吾                                | 大堀薫   | 4:32 |
| 4.  | 「心もよう」(井上陽水のカバー)                       | 井上陽水                                | 清水俊也 | 3:25 |
| 5.  | 「22才の別れ」(風のカバー)                           | 伊勢正三                                | 大堀薫   | 3:16 |
| 6.  | 「少しは私に愛を下さい」(小椋佳のカバー)             | 小椋佳                                  | 大堀薫   | 3:22 |
| 7.  | 「神田川」(かぐや姫のカバー)                         | 喜多條忠（作詞） 南こうせつ（作曲）     | 鏑木裕   | 3:05 |
| 8.  | 「氷の世界」(井上陽水のカバー)                       | 井上陽水                                | 鏑木裕   | 3:36 |
| 9.  | 「男と女」(CHAGE and ASKAのカバー)                   | 飛鳥涼                                  | 清水俊也 | 4:21 |
| 10. | 「秋止符」(アリスのカバー)                           | 谷村新司（作詞） 堀内孝雄（作曲）       | 大堀薫   | 4:15 |
| 11. | 「青春の影」(チューリップのカバー)                   | 財津和夫                                | 鏑木裕   | 3:54 |
| 12. | 「岬めぐり」(山本コウタローとウィークエンドのカバー) | 山上路夫（作詞） 山本コウタロー（作曲） | 鏑木裕   | 4:12 |
| 13. | 「結婚しようよ」(吉田拓郎のカバー)                   | 吉田拓郎                                | 清水俊也 | 2:53 |

| #         | タイトル                         | 作詞・作曲                      | 編曲      | 時間  |
| --------- | -------------------------------- | ------------------------------- | --------- | ----- |
| 14.       | 「キャンディ」(原田真二のカバー) | 松本隆（作詞） 原田真二（作曲） | 原田達也  | 4:09  |
| 15.       | 「夢想花」(円広志のカバー)       | 円広志                          | 原田達也  | 5:29  |
| 合計時間: | 合計時間:                        | 合計時間:                       | 合計時間: | 58:19 |